# Елизабет Гелерд
Елизабет Розета Гелеерд (на нидерландски: Elisabeth Rozetta Geleerd) е нидерландски психоаналитик.

## Биография
Родена е на 20 март 1909 година в Ротердам, Нидерландия, в семейството на Моузес и Берта Гелеерд. Има двама братя – Яп и Бенедикт. Започва да учи медицина в Лайденския университет. Сред основните причини за това е смъртта на майка ѝ и брат ѝ Яп от туберкулоза. Завършва през 1936 г. и се мести във Виена, за да премине обучителна анализа при Ана Фройд. След две години, поради усложнената политическа обстановка, заминава за Лондон, където довършва психоаналитичното си обучение. През 1940 заминава за САЩ, където работи в клиниката „Майнингер“. През 1946 г. се омъжва за психоаналитика Рудолф Льовенщайн. Година по-късно става обучаващ аналитик към Нюйоркския психоаналитичен институт и член на образователен комитет.
Умира на 25 май 1969 година в Ню Йорк на 60-годишна възраст.

## Кратка библиография
- Geleerd, Elisabeth R. (1958). „Borderline states in childhood and adolescence“. The Psychoanalytic Study of the Child, 13, 279 – 295.
- Geleerd, Elisabeth R. (1964). „Child analysis: Research, treatment and prophylaxis“. Journal of the American Psychoanalytic Association, 44, 242 – 258.